# 多田稔
多田 稔（ただ みのる、1931年 - ）は、英米文学者、大谷大学名誉教授。専門は19世紀後半～20世紀前半の英米作家研究。

## 経歴
1931年、広島市生まれ。旧制山口県立徳山中学校を卒業し、旧制第六高等学校へ進む。その後京都大学文学部英文科へ進学し、1954年に卒業。
卒業後は京都府立嵯峨野高等学校教諭、明石工業高等専門学校助教授、1966年からは京都工芸繊維大学助教授、1971年同大学教授。セントオラフ大学で人文学博士を授与される。1984年より大谷大学教授、1987年文学研究科長、2002年帯広大谷短期大学学長。2008年退任。

## 著書
- 『仏教東漸 ― 太平洋を渡った仏教』（禅文化研究所、1990年）
- 『ウィリアム・モリス』（講談社、1990年

### テキスト
- 『ユーモアで理解するアメリカ文化【英語】』（金星堂、1989年）

### 翻訳
- デュラント『世界の歴史 第11巻 暗黒の中世ヨーロッパ』島田美穂,島村力共訳 日本ブック・クラブ, 1968
- デュラント『世界の歴史 第22巻 科学と哲学のひろがり』駒沢英政共訳 日本ブック・クラブ、1969
- W.&A.デュラント『世界の歴史 第26巻 産業革命前のイングランド』増野正衛共訳 日本ブック・クラブ, 1969
- ハーバート・リード『若い画家への手紙』増田正衛共訳 新潮社 1971
- ハーバート・リード『今日の美術』増田正衛共訳 新潮社 1973
- デイヴィッド・ロックフェラー『第二次アメリカ革命-高度産業社会から人間主義社会へ』（英宝社、1975年）
- リンダ・パリー『ウィリアム・モリスのテキスタイル』藤井治彦共訳（岩崎美術社、1988年
- ジョージ・メレディス『リチャード・フィーバレルの試練』桂文子共訳（英潮社フェニックス、1993年）
- メアリ・M. コラム『伝統と始祖たち 近代文学を造った諸思想』増田正衛共訳 あぽろん社 1994
- リンダ・パリー編『ウィリアム・モリス 決定版』監修 河出書房新社 1998
- サイモン・ウィルソン『イギリス美術史 美術名著選書』（岩崎美術社、2001年）
- アンドレ・L・サイモン『シェイクスピアのワイン』（丸善出版、2002年）
- ジャック・C.リチャーズ編 ジョー・アン・エイバソールド, メアリ・リー・フィールド『読みの学習者から読みの教師へ 第2言語(英語)教育の問題点とその術策』ケンブリッジ言語教育シリーズ 監修・監訳 石野はるみほか訳 英宝社, 2010

## 論文
- オックス運動、ジョージ・メレデイウス、ウイリアム・モリス、ハバード・リードなどに関する論文

## 所属学会
京大英文学会（評議員歴任）, 日本英文学会, 大学英語教育学会（関西支部長歴任）, William Morris Sociely(ロンドン)（終身会員）, 国際応用言語学会日本イエーツ協会, IASAIL JAPAN-アングロアイリッシュ協会アメリカ文学会, 国際真宗学会（評議員歴任）, 東西宗教交流学会, 日本ソロー学会, 東京ラスキン協会 他